# Монітори типу «Азов»

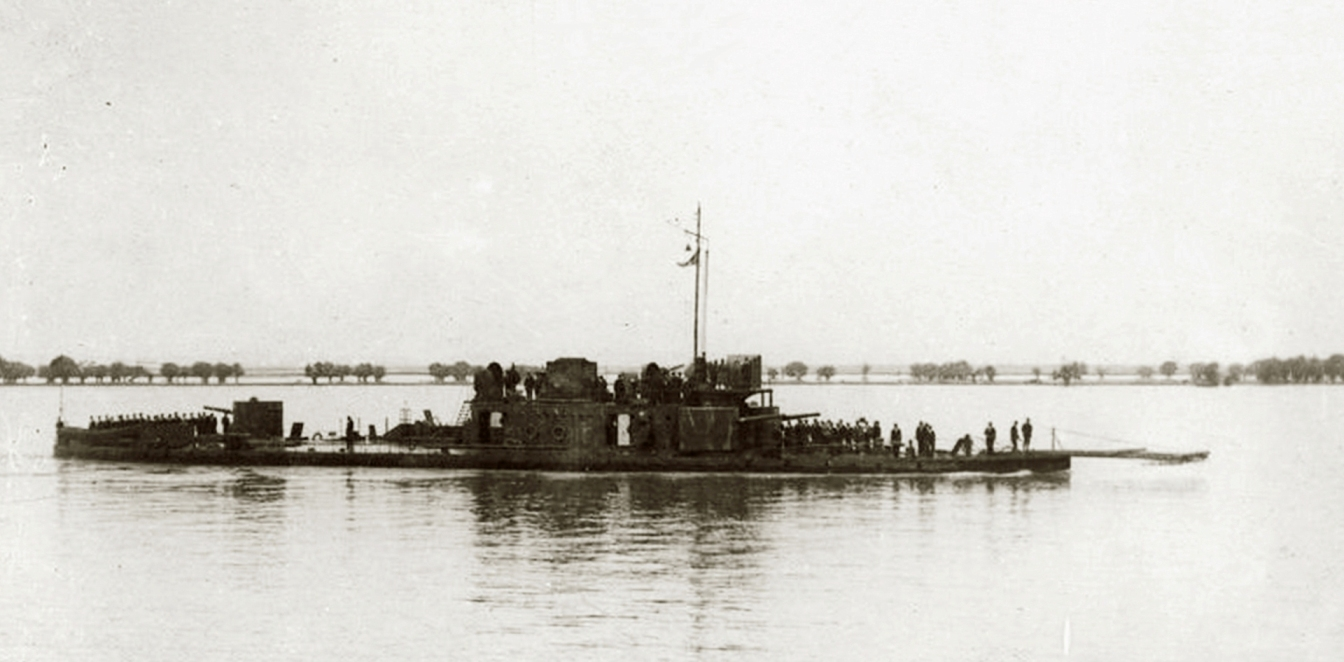
Монітор «Маріуполь» (колишній румунський «Alexandru Lachovari») у Дунайській флотилії

План розміщення артилерії монітора «Азов»

Монітори типу «Азов»— серія з п'яти моніторів, побудованих на початку XX століття для Австро-Угорського та Румунського флотів .
Пізніше деякі кораблі входили до складу флотів Румунії, а потім і Радянського Союзу. Фактично об'єднує чотири типи різних моніторів. 

## Список кораблів
| Початкова назва     | Радянське найменування | Дата закладки | Місце будівництва | Корабельня                       | Спуск на воду | Увійшов до ладу |
| ------------------- | ---------------------- | ------------- | ----------------- | -------------------------------- | ------------- | --------------- |
| Ion C. Bratianu     | «Азов»                 | 1906          | Трієст            | Stabilimento Tecnico Triestino   | 1907, Галац   | 1907            |
| Alexandru Lachovari | «Маріуполь»            | 1906          | Трієст            | Stabilimento Tecnico Triestino   | 1907, Галац   | 1907            |
| Temes               | «Бердянськ»            | 30.01.1903    | Будапешт          | Danubius Schenischen Hartmann AG | 26.03.1904    | 15.04.1904      |
| Sava                | «Ізмаїл»               | 1914          | Лінц              | Austria Werft                    | 31.05.1915    | 15.09.1915      |
| Inn                 | «Керч»                 | Листопад 1913 | Будапешт          | Hanz&amp;Co Danubius             | 25.02.1915    | 11.04.1915      |

## Основні технічні характеристики на 1945 рік
| Найменування корабля | Водотоннажність, нормальна/повна, тонн | Головні розміри довжина/ширина/осадка, метрів | Висота над ватерлінією верхньої палуби/палуби бака/палуби юта/ходового містка/клотика, м | Найбільша швидкість ходу, вузли (км/год) | Дальність плавання при швидкості 9,7/8/5,4 вузлів, миль |
| -------------------- | -------------------------------------- | --------------------------------------------- | ---------------------------------------------------------------------------------------- | ---------------------------------------- | ------------------------------------------------------- |
| «Ізмаїл»             | 550/*                                  | 62,15/10,5/1,68                               | 0,77/1,21/0,71/*/*                                                                       | 11,8 (21,8)                              | * / * / *                                               |
| «Керч»               | 720 / 770                              | 62/10,5/1,8                                   | 0,75/1,0/0,5/4,75/13,25                                                                  | 12,2 (22,5)                              | 700/900/*                                               |
| «Азов»               | 700 / 750                              | 62/10,5/1,76                                  | 0,75/1,0/0,5/4,5/12,5                                                                    | 13,5 (25)                                | 1500 / * / *                                            |
| «Маріуполь»          | */ 650                                 | 63,5/10,3/1,9                                 | 0,65/0,85/0,5/*/*                                                                        | 10,8 (20)                                | 800/1200/*                                              |
| «Бердянськ»          | */ 650                                 | 59,0/9,5/1,61                                 | 1,65/1,02/0,44/4,25/11,25                                                                | 9,7 (18)                                 | */500/1000                                              |

## Обладнання та озброєння[3]
| Обладнання та озброєння | «Ізмаїл»                                          | «Керч»                                           | «Азов»                                            | «Маріуполь»                                       | «Бердянськ»                                       |
| ----------------------- | ------------------------------------------------- | ------------------------------------------------ | ------------------------------------------------- | ------------------------------------------------- | ------------------------------------------------- |
| Магнітні компаси        | 127-мм — 1                                        | 127-мм — 1                                       | 127-мм — 1                                        | 75-мм — 1                                         | 127-мм — 1                                        |
| лоти                    | ручні                                             | ручні                                            | ручні                                             | ручні                                             | ручний                                            |
| АУ головного калібру    | 2 × 2 (2 двоствольні) 120-мм                      | 2×2 120-мм                                       | 3×1 120-мм                                        | 3×1 120-мм                                        | 3×1 120-мм                                        |
| БК АУ головного калібру | *                                                 | 600 пострілів, 24 у кранцях                      | 586 пострілів                                     | 556 пострілів, 22 у кранцях                       | 450 пострілів + 66 у перевантаження               |
| ЗАУ                     | 5 37-мм 70-К, 2 20-мм «Ерлікон»                   | 5 37-мм 70-К, 2 20-мм «Ерлікон»                  | 5 37-мм 70-К, 2 20-мм «Ерлікон»                   | 5 37-мм 70-К, 4 20-мм «Ерлікон»                   | 5 37-мм 70-К, 4 20-мм «Ерлікон»                   |
| Зенітні кулемети        | 4 12,7-мм ДШК                                     | 4 12,7-мм ДШК                                    | 4 12,7-мм ДШК                                     | -                                                 | -                                                 |
| Екіпаж, чол             | 9 офіцерів, 23 старшини, 83 матроси, всього — 125 | 8 офіцерів, 34 старшини, 91 матрос, всього — 133 | 9 офіцерів, 35 старшин, 75 матросів, всього — 119 | 9 офіцерів, 35 старшин, 75 матросів, всього — 119 | 9 офіцерів, 35 старшин, 85 матросів, всього — 129 |

## Силова установка
На моніторах типу «Азов» використовували парові машини з паровими котлами системи Ярроу. На кожен корабель встановлювалися дві машини потужністю 700 («Бердянськ»), 800 («Ізмаїл», «Керч») та 900 («Азов», «Маріуполь») к. с. Як рушій виступала пара чотирилопатевих («Ізмаїл», «Керч», «Маріуполь») або трилопатевих («Азов», «Бердянськ») гребних гвинтів. Паливо — мазут .

## Інші елементи